# الدحلة (دير الزور)
الدحلة قرية سورية تتبع ناحية خشام في منطقة مركز دير الزور في محافظة دير الزور. بلغ عدد سكانها 2847 نسمة في عام 2004 حسب إحصاء المكتب المركزي للإحصاء.
تقع قرية الدحلة في الجهة الشرقية لمحافظة دير الزور وتبعد عن مركز المدينة حوالي 30 كم على الجانب الأيسر لنهر الفرات، تحدها من الغرب قرية جديدة بكارة ومن الشرق قرية الصبحة.
في عام 2011 ثارالسكان ضد نظام الأسد المجرم واقاموا المظاهرات والاحتجاجات لكنهم ووجهوا بالقمع الشديد والاقتحامات المتكررة من قبل جيش الاسد وميليشياته بالدبابات والمدافع وتعرضوا أيضا للقصف المتواصل لايام وأشهر بالمدافع الثقيلة والطائرات والدبابات مما اضطر السكان لحمل السلاح في وجه النظام المعتدي للدفاع عن انفسهم واعراضهم وممتلكاتهم وقد قدموا الكثير الكثير من خيرة الشباب شهداء في سبيل اللهتم تحرير القرية في عام 2012 ولم يدخلها عناصر النظام إلى يومنا هذا. في عام 2014 سيطرت داعش على المنطقة وقامتأيضا باعدام عدد من أبناء القرية وصلبهم وقامت من خلال اجراءاتها التعسفية بقمع الناس فهاجر عدد كبير من الشباب خوفا من بطش داعش أو تجنيدهم لصالحها إلى ان تم تحريرها فيما بعد على يد أبنائها ممن انضموا لما يسمى بقوات سوريا الديمقراطية واستقبلت القرية في هذه الأثناء أعدادا هائلة من سكان المناطق المجاورة المحتلة تارة من داعش وتارة أخرى من قبل نظام الأسد المجرم.
هجر أهل الدحلة بالكامل لمرتان الأولى عام 2014 عندما سيطرت داعش على القرية ولم تسمح لهم بالعودة الا بعد ما يقارب الثلاثة أشهر والمرة الثانية كانت عندما تم طرد داعش منها حيث بقيوا في البوادي أيضا لما يقارب الاربعة أشهر عدد سكان القرية يقارب ال 5000 نسمة وغالبية سكان القرية من قبيلة البكارة عشيرة البورحمة هناك قلة قليلة جدا من عشائر أخرى. يعمل السكان بتربية المواشي والزراعة والتجارة وهناك نسبة جيدة جدا من المهندسين والحقوقيين والمتعلمين
تمتاز الدحلة بجودة مناخها لقربها من نهر الفرات الا ان ما يسمى ب«الحراقات» افسدت هذا الجو.
يتميز سكان الدحلة بإكرامهم للضيف وحبهم للاخرين ولبعضهم البعض